# شیطان در خانه
شیطان در خانه یک مجموعه تلویزیونی محصول سال ۱۳۷۲ به کارگردانی محمدرضا زهتابی،  می‌باشد که از شبکه یک پخش شد.
شیطان در خانه دومین سریال زهتابی در مقام کارگردان است

## بازیگران
- داوود غفاری
- افسانه خشتی
- جلال موسوی
- جهانگیر فروهر
- رامین نعمتی[۴]
- رحمان مقدم
- رسول توکلی
- ستار هریس
- صدیقه کیانفر
- فریبا حیدری
- فیروز قاسمی
- محمد شیری
- ملکه رنجبر
- منصور والامقام
- میرصلاح حسینی
- نادر دلاوری
- نرسی گرگیا
- هوشنگ دیبائیان
- ملیحه نظری
- حبیب ثامنیه